# OMON

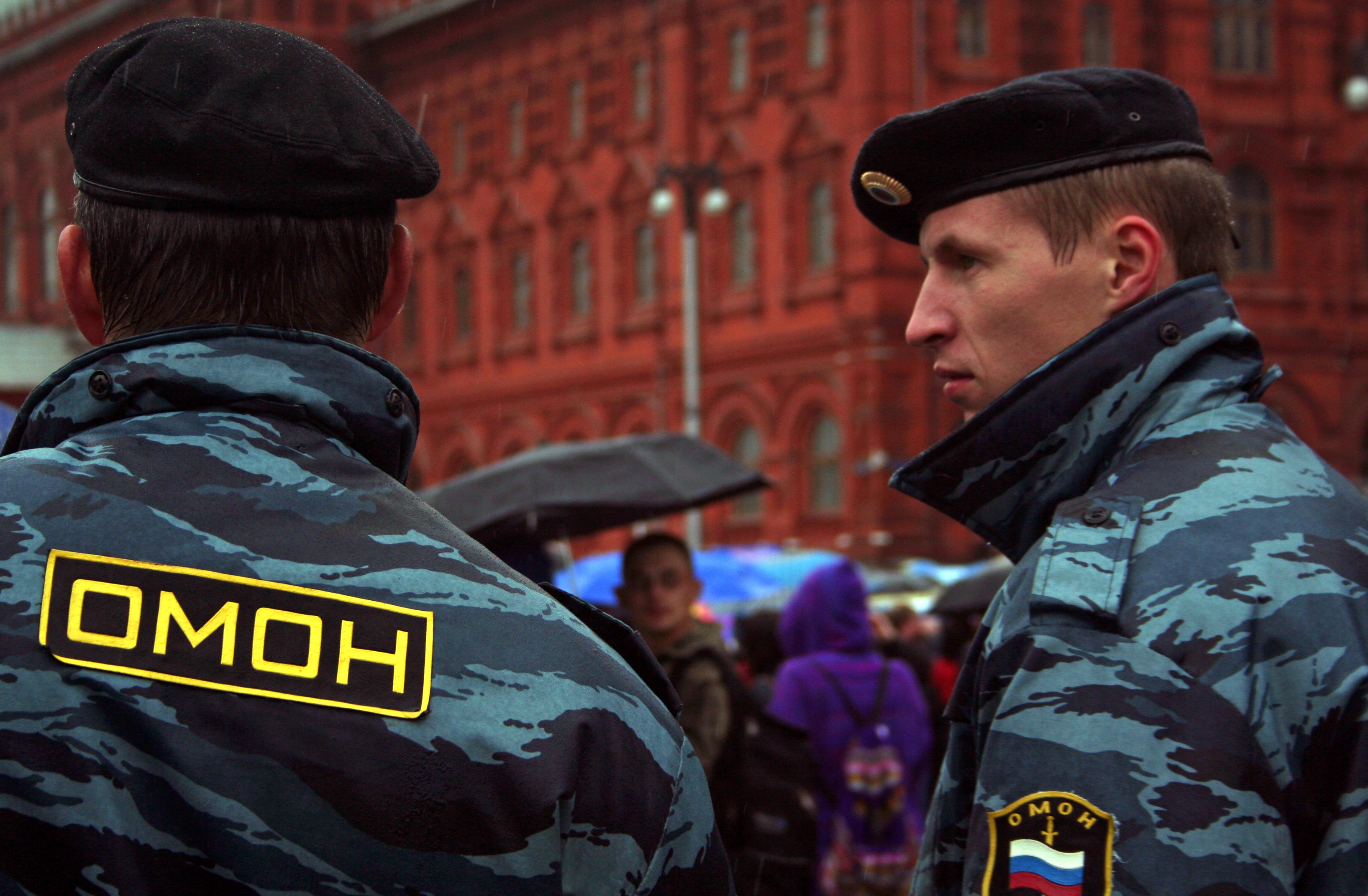
Agents de l'OMON a la Plaça Roja de Moscou.

OMON (en rus: отряд милиции особого назначения; otriad militsii ossobogo naznatxenia, Esquadró policial per a Propòsits Especials) és el nom genèric per al sistema d'Unitats Especials de la Militsia (Policia) de Rússia, i amb anterioritat de l'MVD (Ministeri d'Interior) de la Unió Soviètica. El OMON continuar existint a Belarús després del col·lapse de la Unió Soviètica.
Hi ha una unitat del OMON en totes les óblasts de Rússia, així com a les grans ciutats (per exemple, hi ha una Unitat d'OMON a la policia de la ciutat de Moscou, i una diferent a la policia de l'óblast de Moscou. El lema és: «Ni coneixem la pietat i ni en demanem».

## Història
L'origen del OMON es remunta a l'any 1979, quan s'organitza el primer grup en la preparació dels Jocs Olímpics de Moscou de 1980, per assegurar-se que no hi hagués atacs terroristes com l'ocorregut en els Jocs Olímpics de Múnic de 1972 a Alemanya. En conseqüència, la Unitat va ser utilitzada en emergències com ara detencions d'alt risc, crisi amb ostatges, així com en resposta a actes terroristes.
El sistema OMON és el successor d'aquest grup, i va ser fundat el 1987, amb les grans intervencions del sobre (Unitat Especial de Reacció Ràpida) contra perillosos criminals, i del Vityaz contra el terrorisme, pertanyents al MVD. Les unitats OMON en principi van ser utilitzades com a antiavalots, en prevenció de manifestacions i vandalisme, així com per a situacions d'emergència. Més endavant s'amplia el camp d'operacions policials, incloent l'acordonament i patrulla dels carrers, així com operacions de tipus militar o paramilitar.